# Beomeosa
Beomeosa (en hangul, 범어사; en hanja, 梵魚寺; significat, ‘Temple del Peix Nirvana’) és un temple budista de l'Orde de Jogye a Cheongnyong-dong, a Geumjeong-gu, Busan, a Corea del Sud. Construït al vessant de Geumjeongsan, és un dels temples urbans més coneguts coreans.

## Origen del nom
La muntanya on és Beomeosa té una enorme roca al cim on hi ha un pou daurat que mai s'asseca. Es creu que l'aigua d'aquest pou té propietats màgiques.
La paraula Beomeosa prové de beom (‘nirvana’), eo (‘peix’) i sa (‘temple’). És a dir, 'temple del peix celestial'. Es diu també que el peix ve del nirvana, l'estat budista de no sofriment. Per tant, el temple també es coneixia com 'temple on jugava el peix nirvana'.
El 26 de desembre del 2011, Los Angeles Times va imprimir una història dels monjos lluitant en aquest temple. El monjo budista sud-coreà Ando hi mostrava tècniques marcials Sunmudo. Els monjos del Temple de Beomeosa van derrotar invasors japonesos al segle XVI i durant l'ocupació japonesa de Corea del segle xx.

## Història
El Temple de Beomeosa és a la muntanya Geumjeongsan, a Busan, i s'aixecà al 678 com un dels deu temples importants de l'escola Avatamsaka. Segons una llegenda, davallà del cel un peix daurat i va saltironar en un pou d'aquest cim. Així, la muntanya fou anomenada "Geumjeongsan" (金井山; literalment 'Muntanya del Pou Daurat'), i el temple construït al cim s'anomenà "Beomeosa" (梵魚寺; literalment 'Temple del Peix Espiritual').
Establert per decret del rei Munmu, el Temple Beomeosa contenia 360 dormitoris. Tanmateix, quasi es va reduir a cendres durant la invasió japonesa (1592-1597). Més tard, al 1613, alguns monjos com ara Myojeon i Haemin en renovaren algunes de les sales de Dharma. Se sap que la Sala del Buda Principal i la Porta del Pilar Únic es construïren llavors.
El Temple de Beomeosa és un dels tres temples principals del sud-est de Corea, amb el Temple Haeinsa i el Temple Tongdosa. El seu esperit budista de Seon li ha valgut el títol de Temple de la gran seu del budisme de Seon. Seon Master Gyeongheo obrí un centre Seon a Beomeosa el 1900. Inspirat per Gyeongheo, Seongwol, llavors abat de Beomeosa, hi va ensenyar la tradició Seon i establí centres Seon i assemblees Seon a les sis ermites de Beomeosa en 10 anys: Geumgangam el 1899; Anyangam el 1900; Gyemyeongam el 1902; Wonhyoam el 1906; Ansimnyo el 1909; i Daeseongam el 1910.
Han viscut al temple inclouen grans mestres com ara Uisang, Pyohun, Nangbaek, Myeonghak, Gyeongheo, Yongseong, Manhae i Dongsan. Fins i tot hui, el Temple Beomeosa continua ensenyant la pràctica budista. El 2012, el temple fou designat com a Geumjeong Chongnim, un dels vuit complexos integrals monàstics de l'Orde Jogye del budisme coreà, el primer patriarca espiritual del qual és el mestre Jiyu.

## Tresors
Abans d'arribar al recinte del Temple Beomeosa, es pot veure Jogyemun (tresor núm. 1461), la Porta del Pilar Únic, amb quatre pilars amb columnes curtes de fusta assentades sobre bases altes de pedra.
Al voltant del temple hi ha una selva de glicines silvestres (monument natural núm. 176). Cada any, a finals de la primavera, les seues flors creen un paisatge extraordinari. És per això que aquesta vall s'ha anomenat des de l'antiguitat Deungungok (藤 雲 谷; 'Vall de les flors de glicina').
El temple conté diversos edificis i objectes que es designen com a tresors oficials:
- Tresor 250: pagoda de pedra de tres pisos. Aquesta pagoda es remunta a l'era Shilla Unificada; es degué edificar com a part del temple originari, que va ser destruït per un incendi del 1592. Només els tres pisos superiors són de l'època Shilla.[4]
- Tresor 434: Daeungjeon, el saló principal del temple, fou construït el 1614 després que els japonesos l'incendiaren l'any 1592. El 1713, 1814 i 1871 es restaurà bona part de Daeungjeon.[5]
- Bé cultural tangible 2: Iljumun. La primera porta del temple, anomenada Porta d'un pilar, perquè quan es veu des d'un costat, sembla sostenir-se per un sol pilar, que simbolitza el camí de la il·luminació.[6]
- Béns culturals tangibles 11 i 12: Pagoda de l'est de Wonhyoam i Pagoda de l'oest de Wonhyoam. Wonhyoam (ermita) és al sud de Beomeosa. És l'antiga residència del famós monjo Shilla, Wonhyo.[7]
- Bé cultural tangible 15: Portabanderes. Són dues estructures de pedra molt antigues, anomenades jiju, que sostenien una asta de bandera. Són al camí cap a la porta principal de Beomeosa.[8]
- Bé cultural tangible 16: Llum de pedra. Es remunta a l'era Shilla Unificada i era part del temple originari destruït en un incendi del 1592.[9]

## Ermites

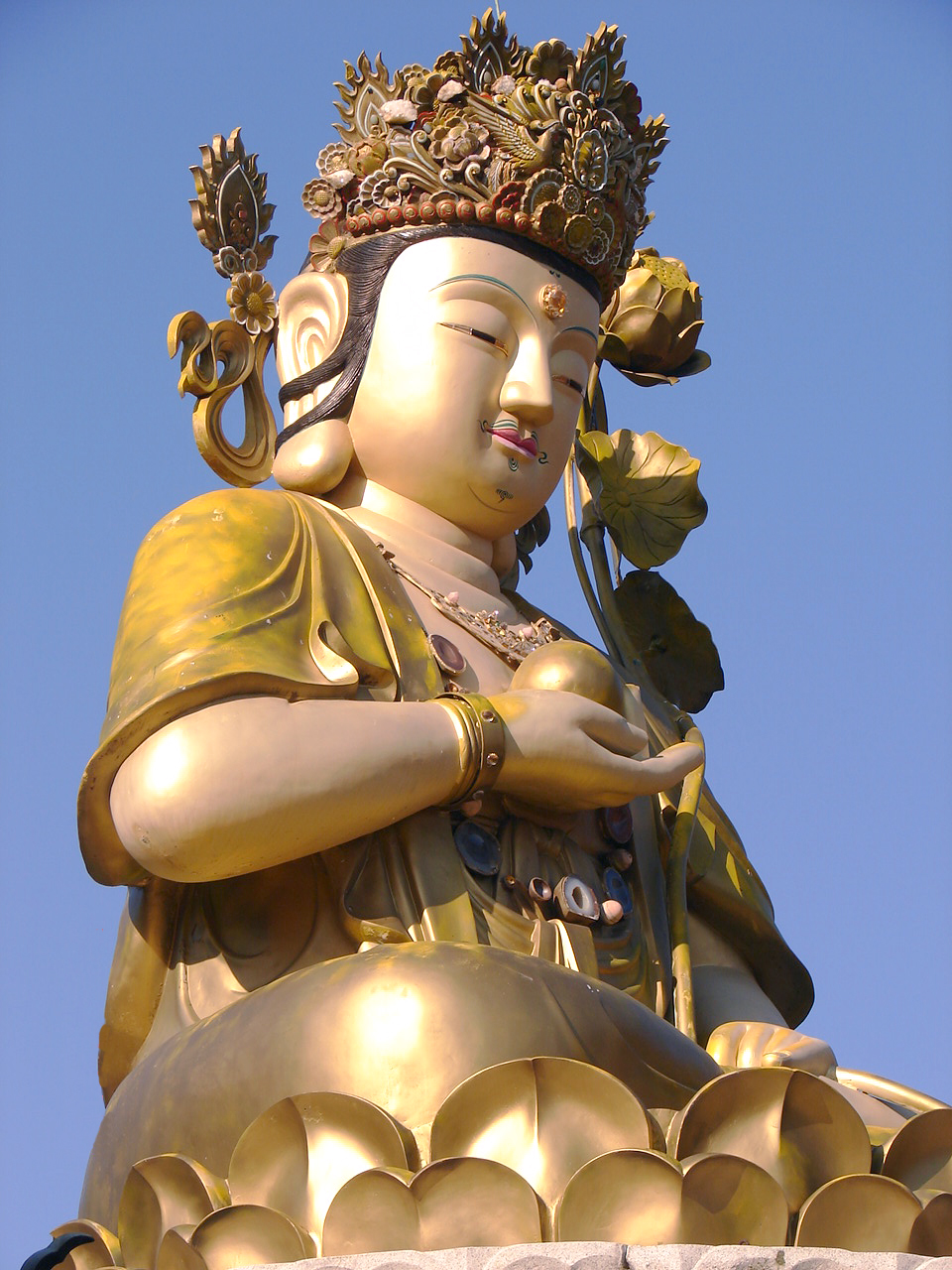
Gran estàtua de Buda a Chungryunam, adjunta a Beomeosa

- Chungryungam (Ermita del lotus blau)
- Naewonam (Ermita del Saló d'Ensenyament Celestial de Buda)
- Kyemyongam (Ermita del Corb del Gall)
- Daesongam (Gran Ermita Santa)
- Geumgangam (Ermita de diamants)
- Anyangam (Ermita que nodreix la pau)
- Mirukam (Ermita de Maitreya)
- Wonhyoam (Ermita i antiga residència del monjo Wonhyo)
- Sajaam (Ermita dels Lleons)
- Mansongam (Gran ermita del mestre)
- Chijangam (Ermita de Ksitigarbha)